# Даунтаун

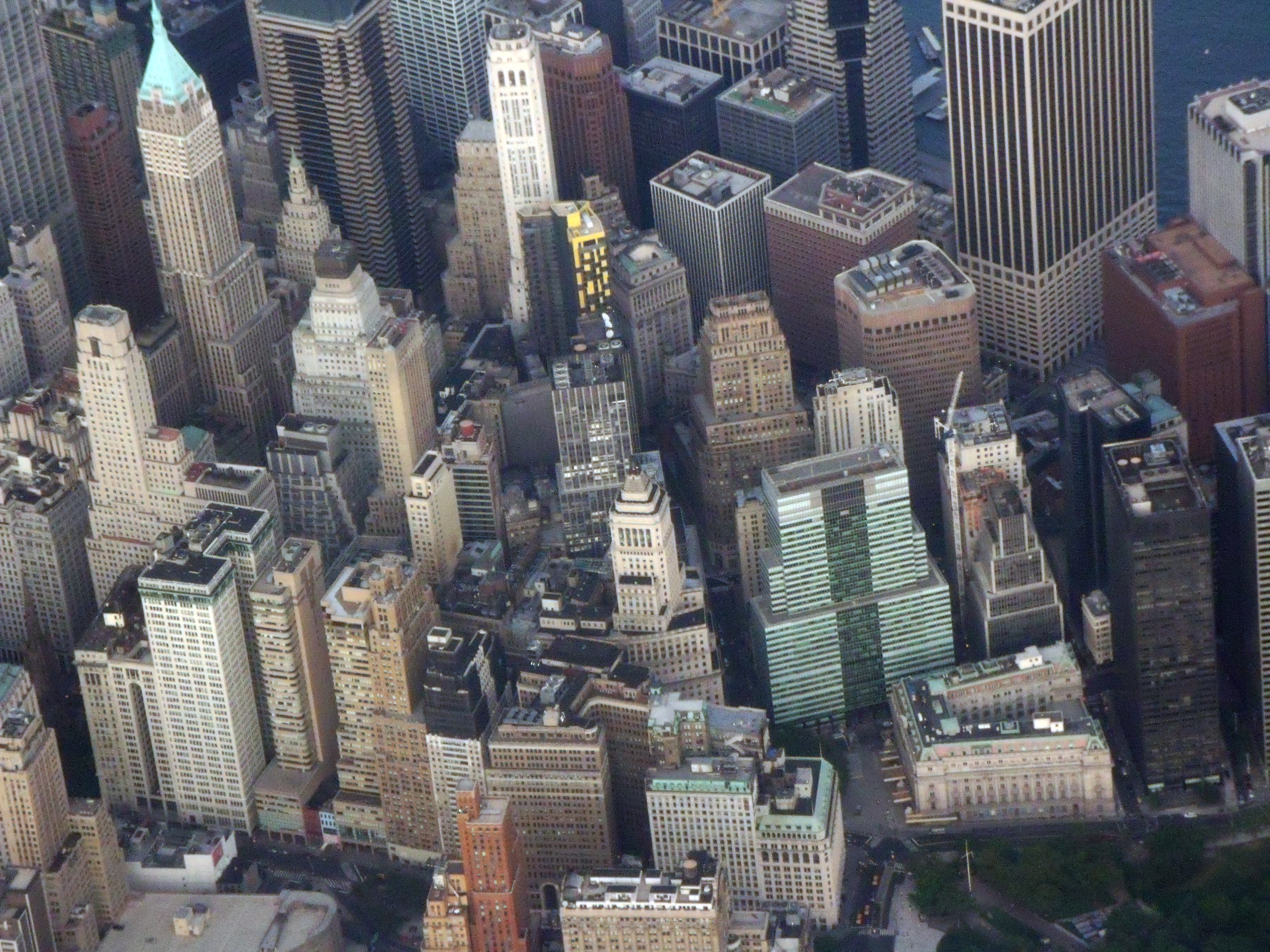
Вигляд на Нижній Мангеттен з висоти польоту літака

Даунта́ун (англ. downtown) — центральна частина відносно великого міста, де розташовані переважно його адміністративні та ділові об'єкти (офіси, банки, конференц-центри) а також, культурно-розважальні заклади (театри, кінотеатри тощо). Зазвичай тут відсутні житлові будинки, хоча може бути певна кількість готелів. Інколи під «даунтауном» просто мають на увазі ділову частину міста. Таке означення використовують переважно у Північній Америці. В українській мові відповідником цьому поняттю може бути слово «середмістя».

## Етимологія

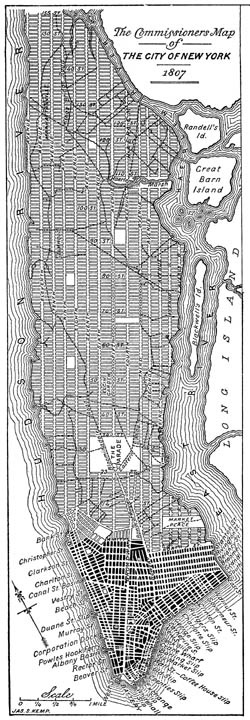
План Нью-Йорка на початку XIX ст.

Термін для означення адміністративно-ділової частини міста виник у Нью-Йорку, де його вживають з 1830-х років для того, щоб відрізнити південний район острова, а також однойменного округу Мангеттен від його північної частини. Історично Нью-Йорк почав свій розвиток у південній частині острова Мангеттен, з просуванням у міру свого розширення з півдня на північ, тобто вгору, якщо дивитись по мапі. Відповідно, на мапі це розташування виглядало як «низ» (англ. down) і «верх» (англ. up). Тому для того, щоб розрізняти стару (головну) й нові (які розвивались) частини міста, стали говорити «Даунтаун» (англ. Downtown), «Мідтаун» (англ. Midtown) та «Аптаун» (англ. Uptown).
Згодом цей термін набув поширення у Сполучених Штатах Америки й Канаді як означення головної, ділової частини міста. На початку XX ст. слово було включене у словники американської англійської, як слово, що означає центральну, ділову частину міста.

## Сучасний даунтаун
Сучасний даунтаун північноамериканських міст являє собою, як правило, найвисотнішу частину міста. Починаючи з післявоєнних років, розвиток американських міст йшов так, що жителі розселились переважно в тихих передмістях, у своїх віллах. А в центр міста їздили на роботу, в офіси численних компаній. Це стало можливо завдяки широко розвиненій мережі автошляхів, що зв'язують центр міста і передмістя зручним автомобільним сполученням.
У сучасних умовах слово «даунтаун» використовується в США, поряд з позначенням ділового центру міста, як позначення географічного напрямку. Наприклад, кажучи «даунтаун», мають на увазі південний напрямок, а кажучи «аптаун», мають на увазі північний напрямок.

## Галерея

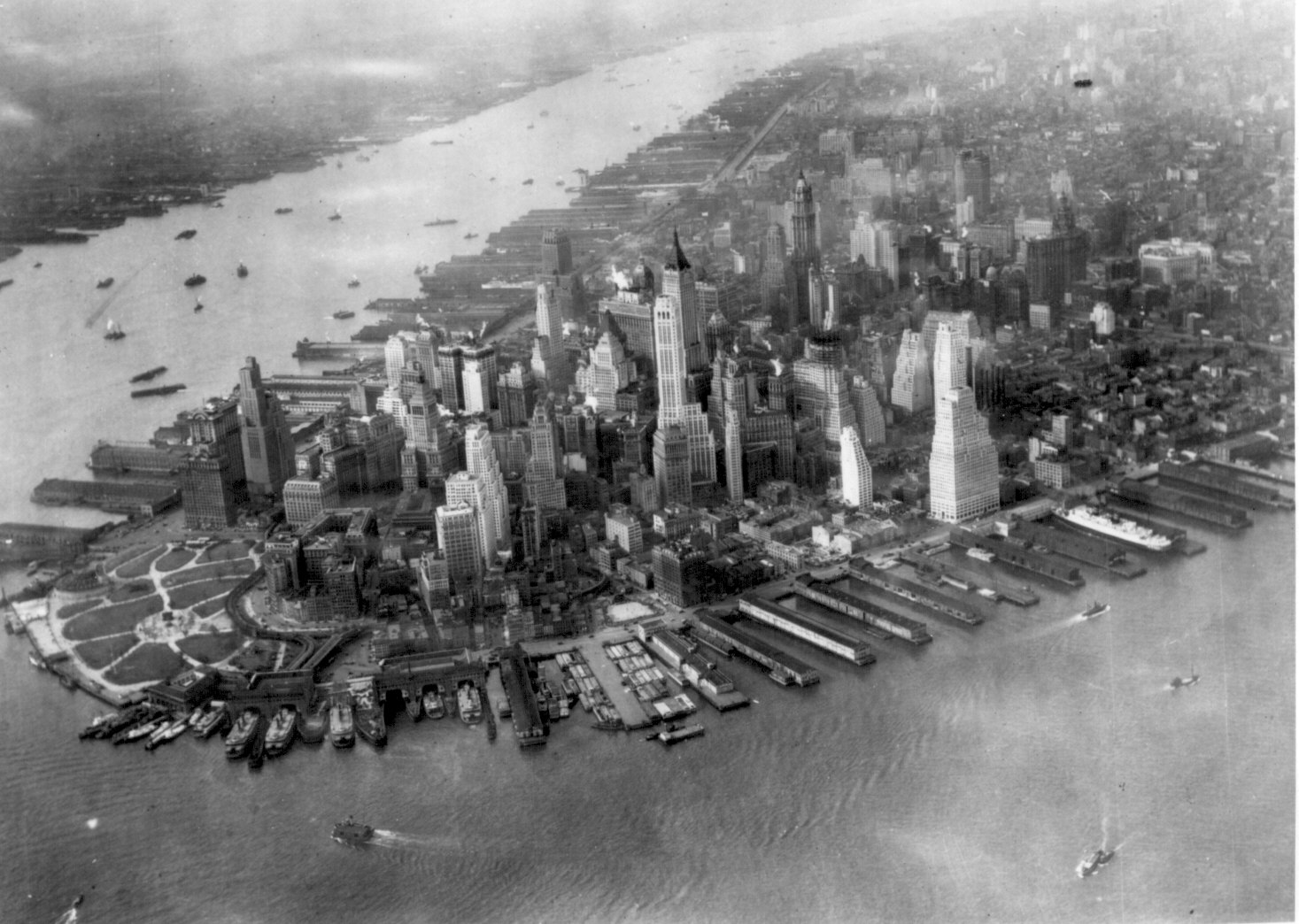
Даунтаун Манхеттена, 1931
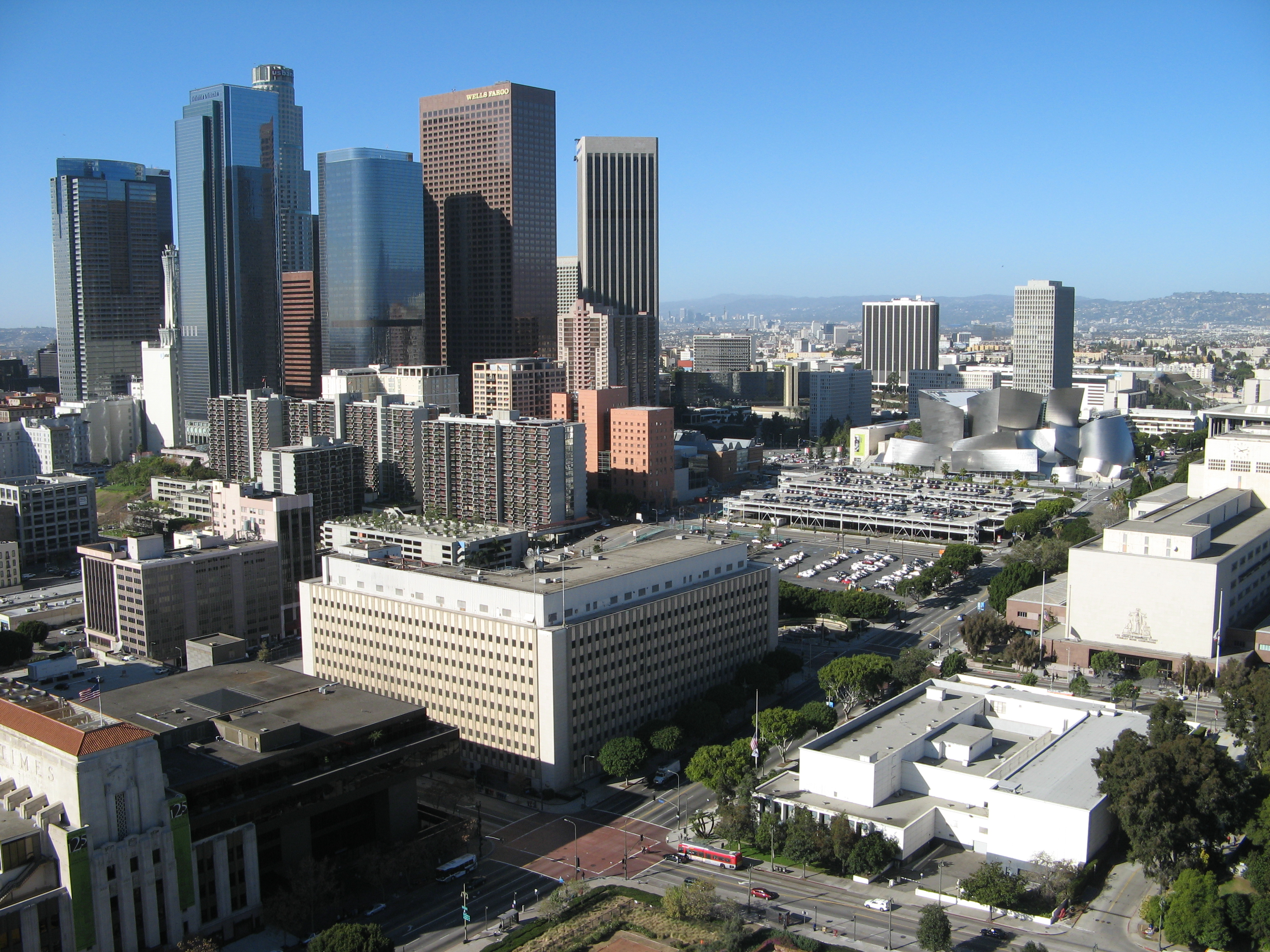
Даунтаун Лос-Анджелеса, США
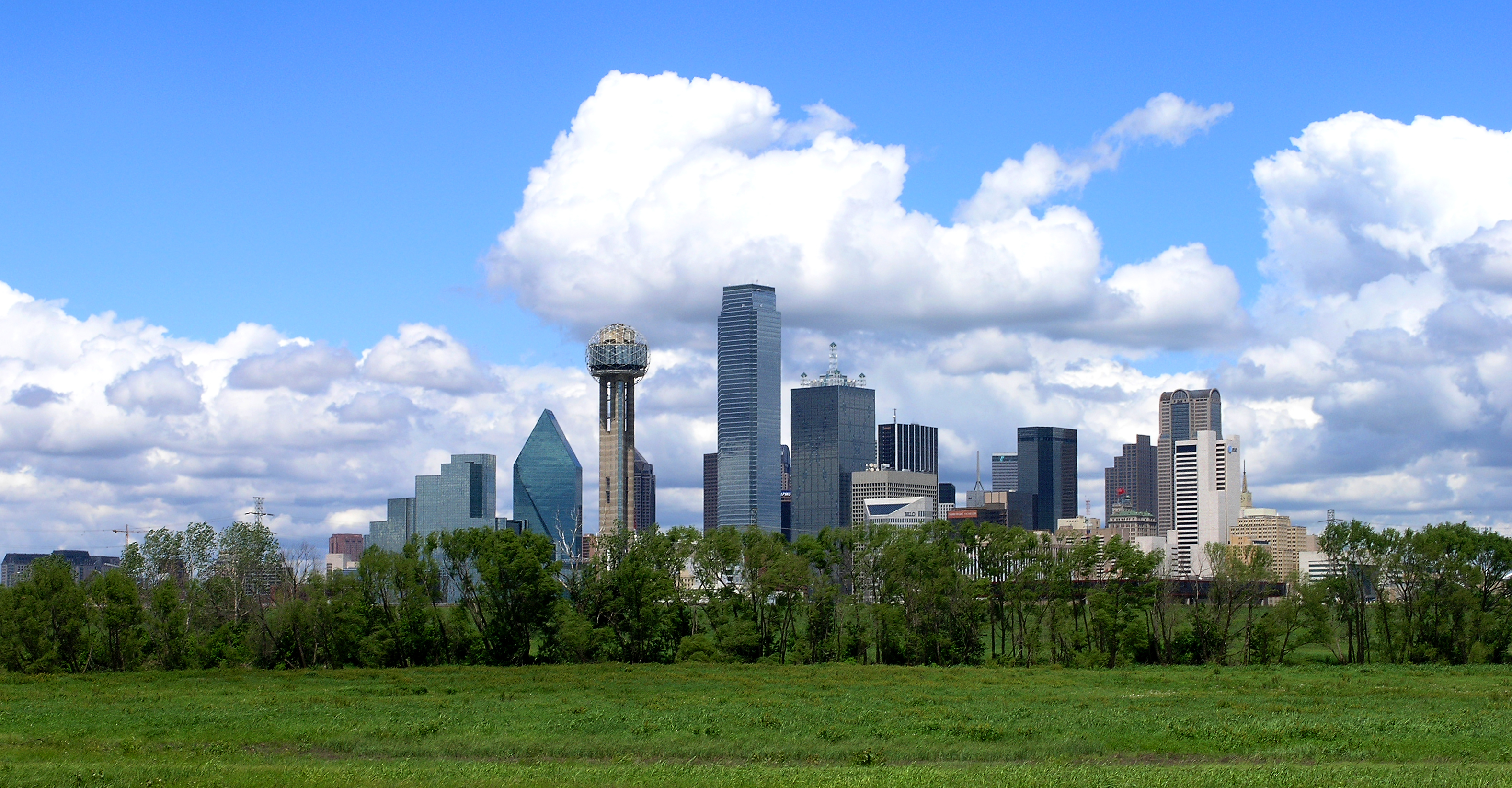
Даунтаун Далласу, Техас, США
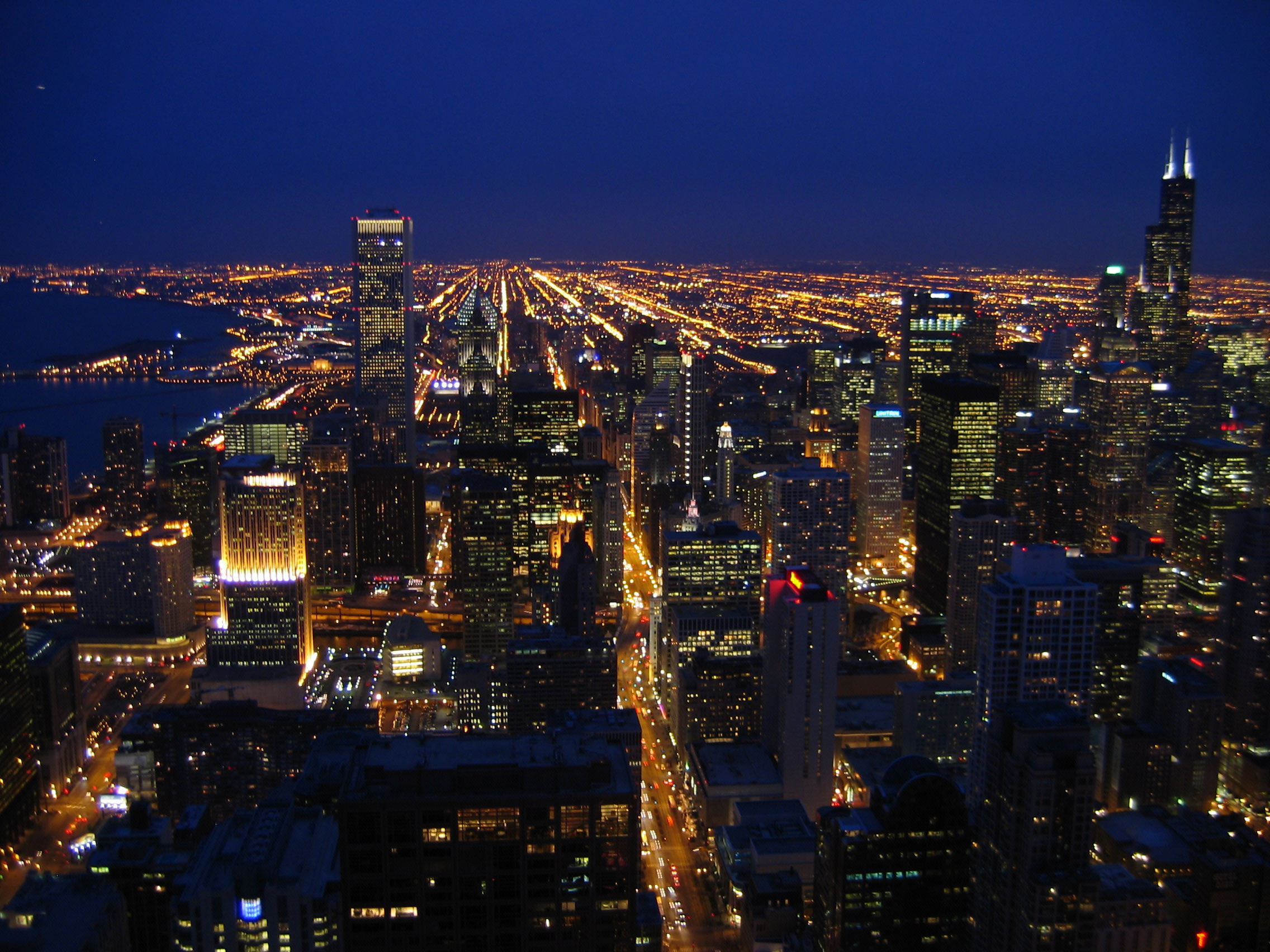
Даунтаун Чикаго. Чикаго-Луп
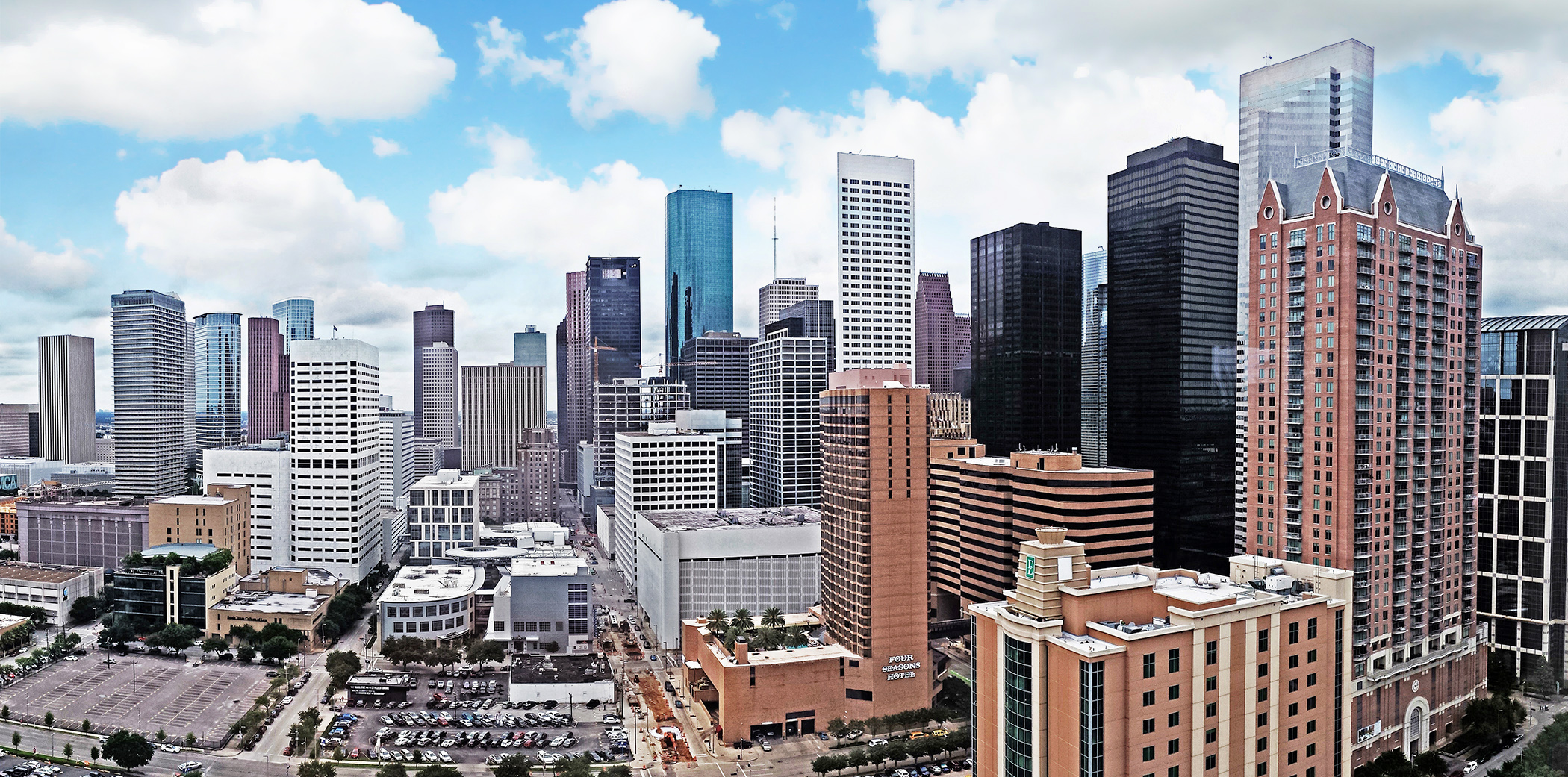
Вид на Даунтаун Х'юстона з Тінслі Парку
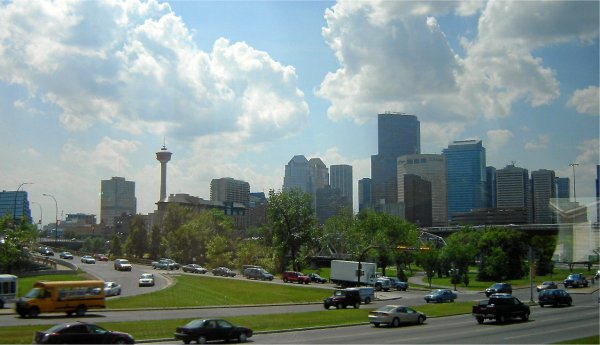
Вид на  Даунтаун Калгарі, Канада
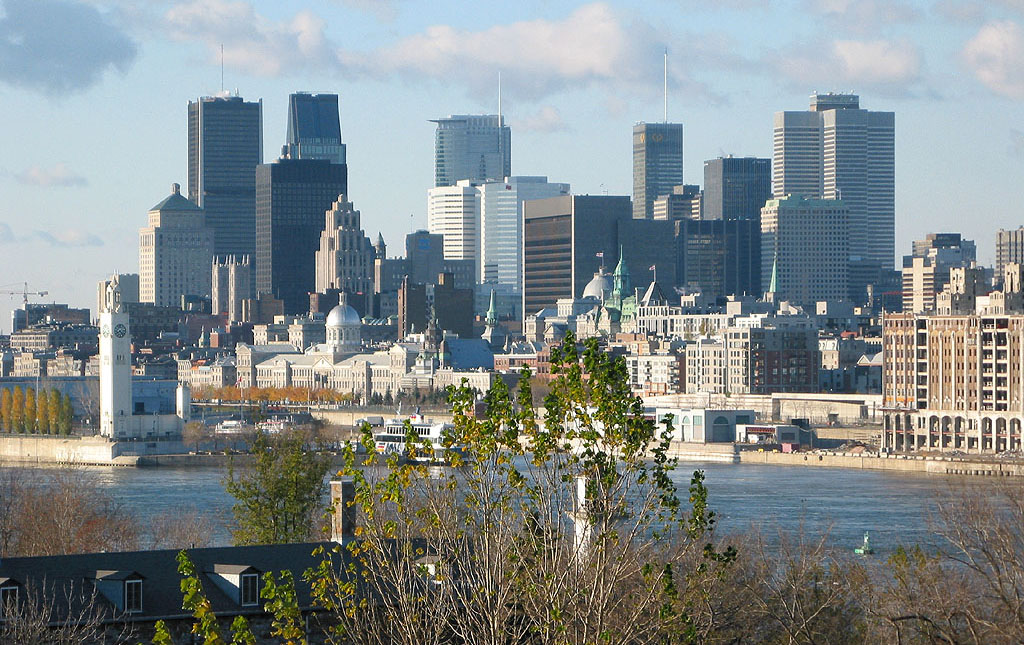
Вид на даунтаун Монреалю, Канада
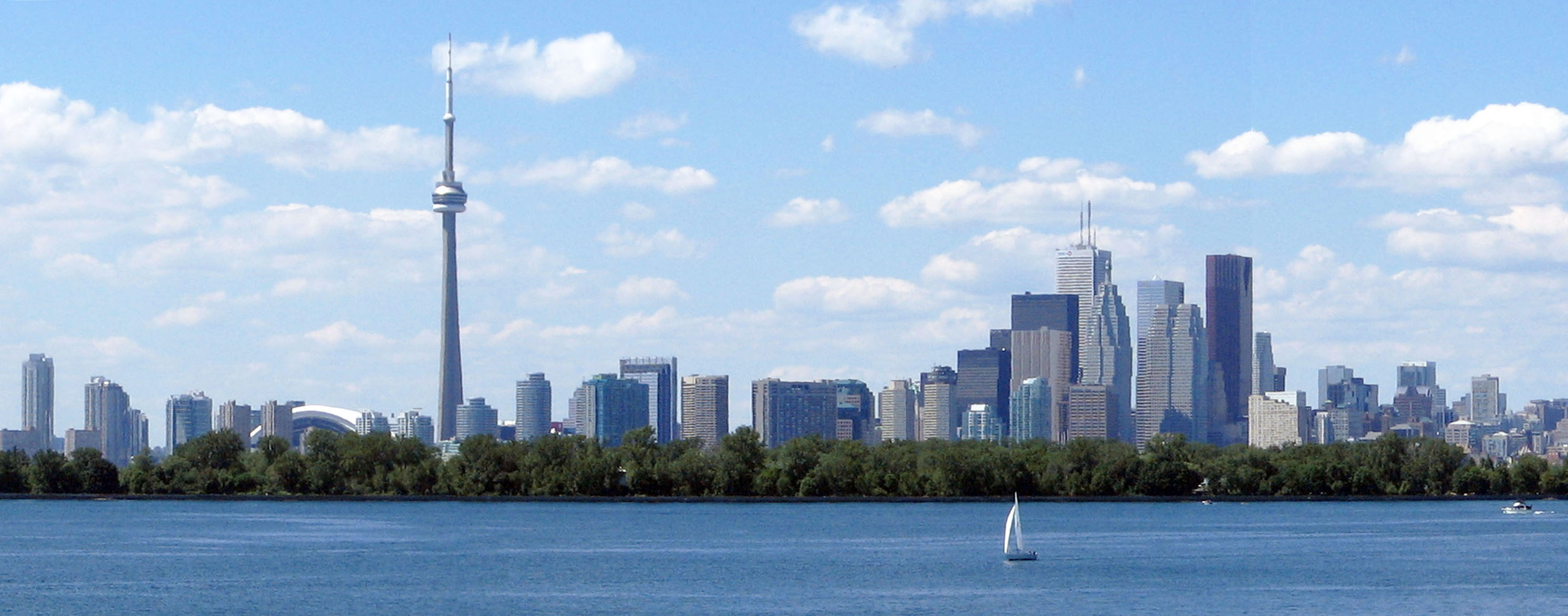
Даунтаун Торонто, Канада
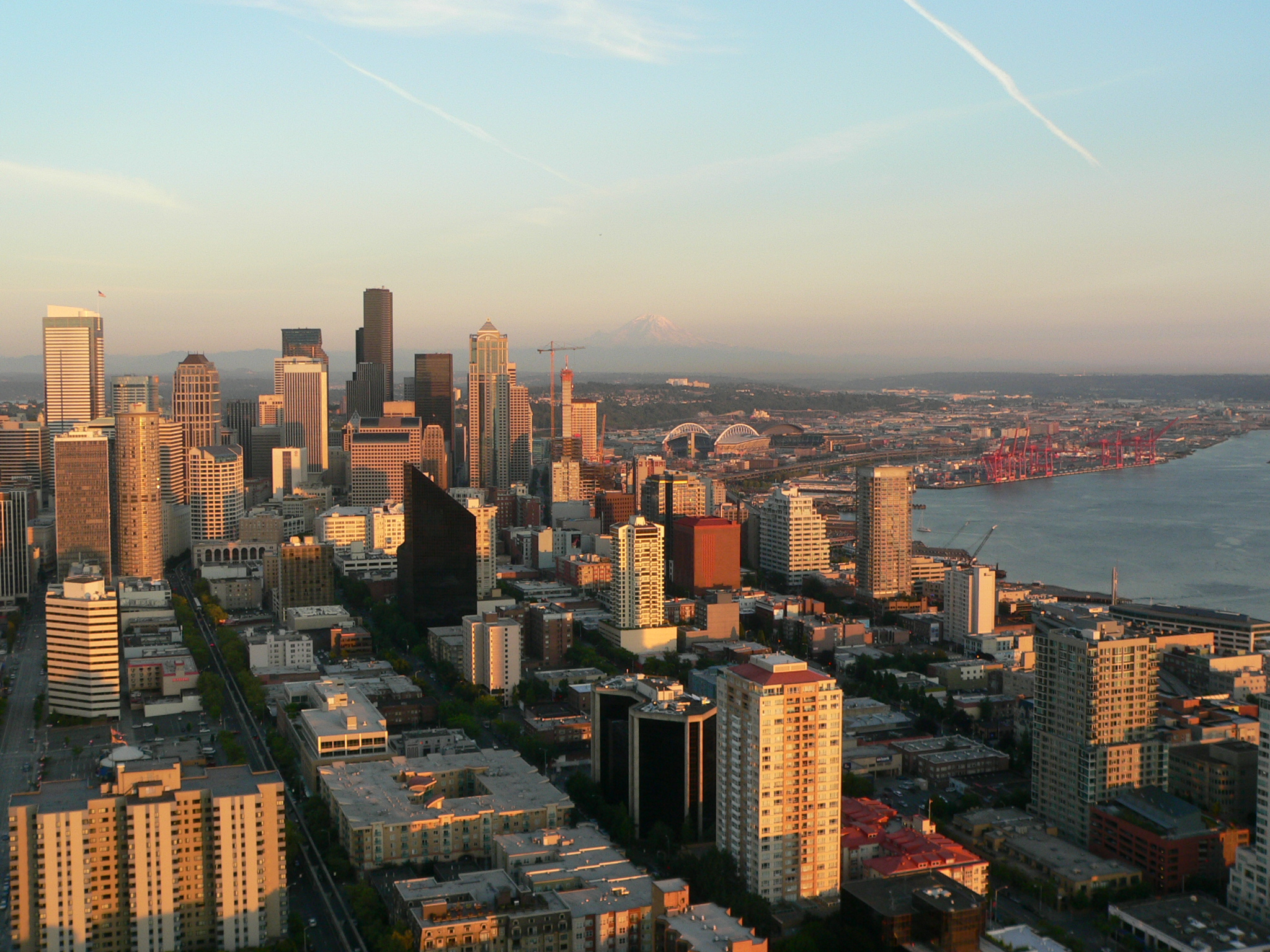
Даунтаун Сієтла, штат Вашингтон, США
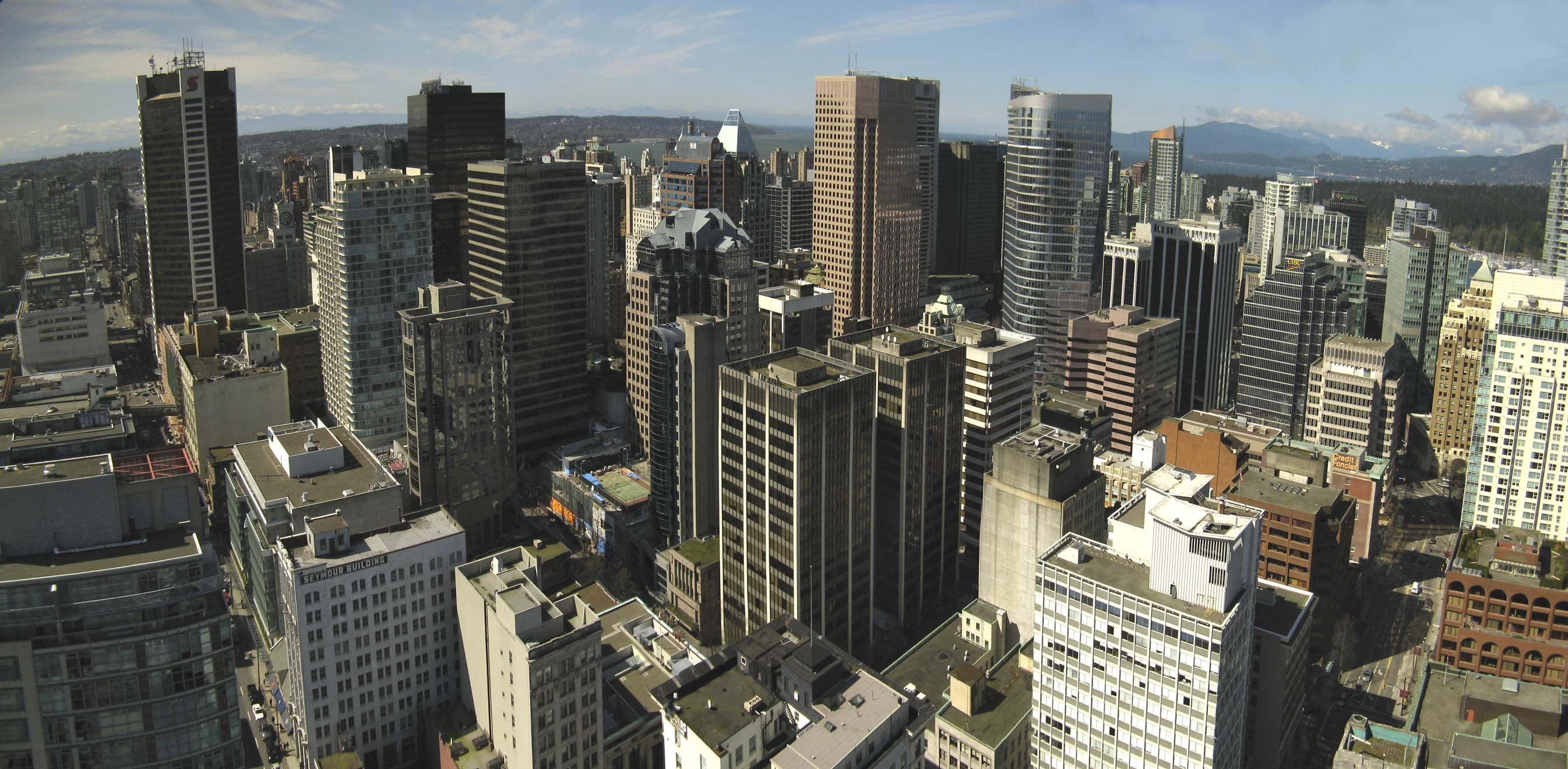
Даунтаун Ванкувера, Канада
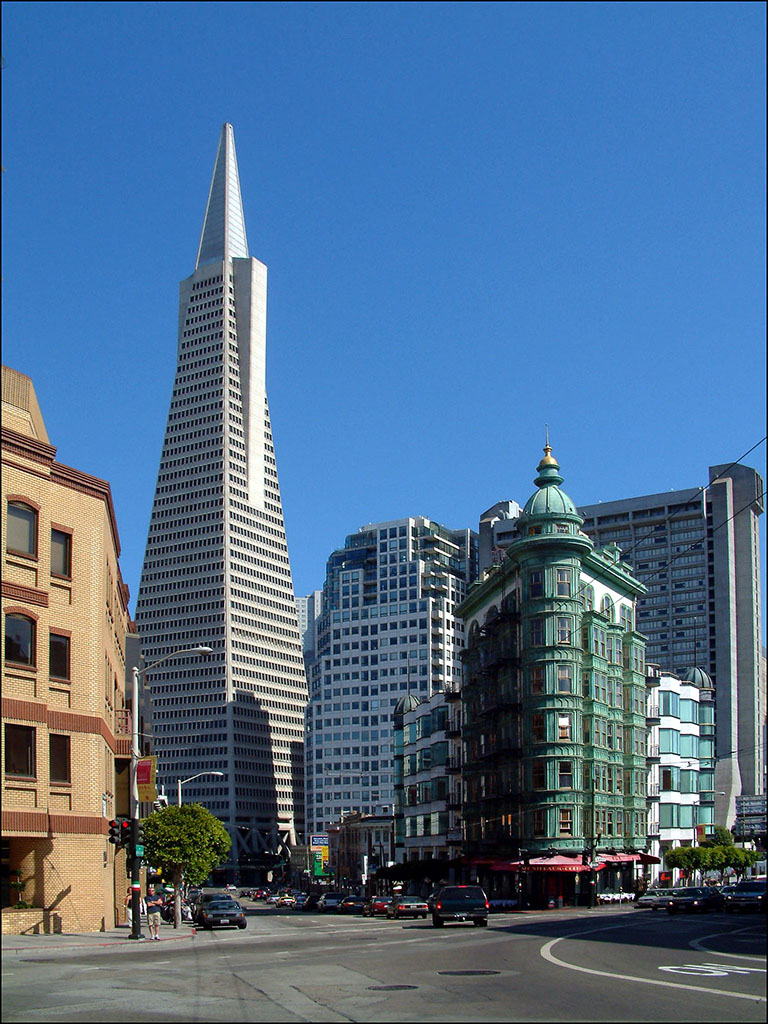
Даунтаун Сан-Франциско, Каліфорнія, США
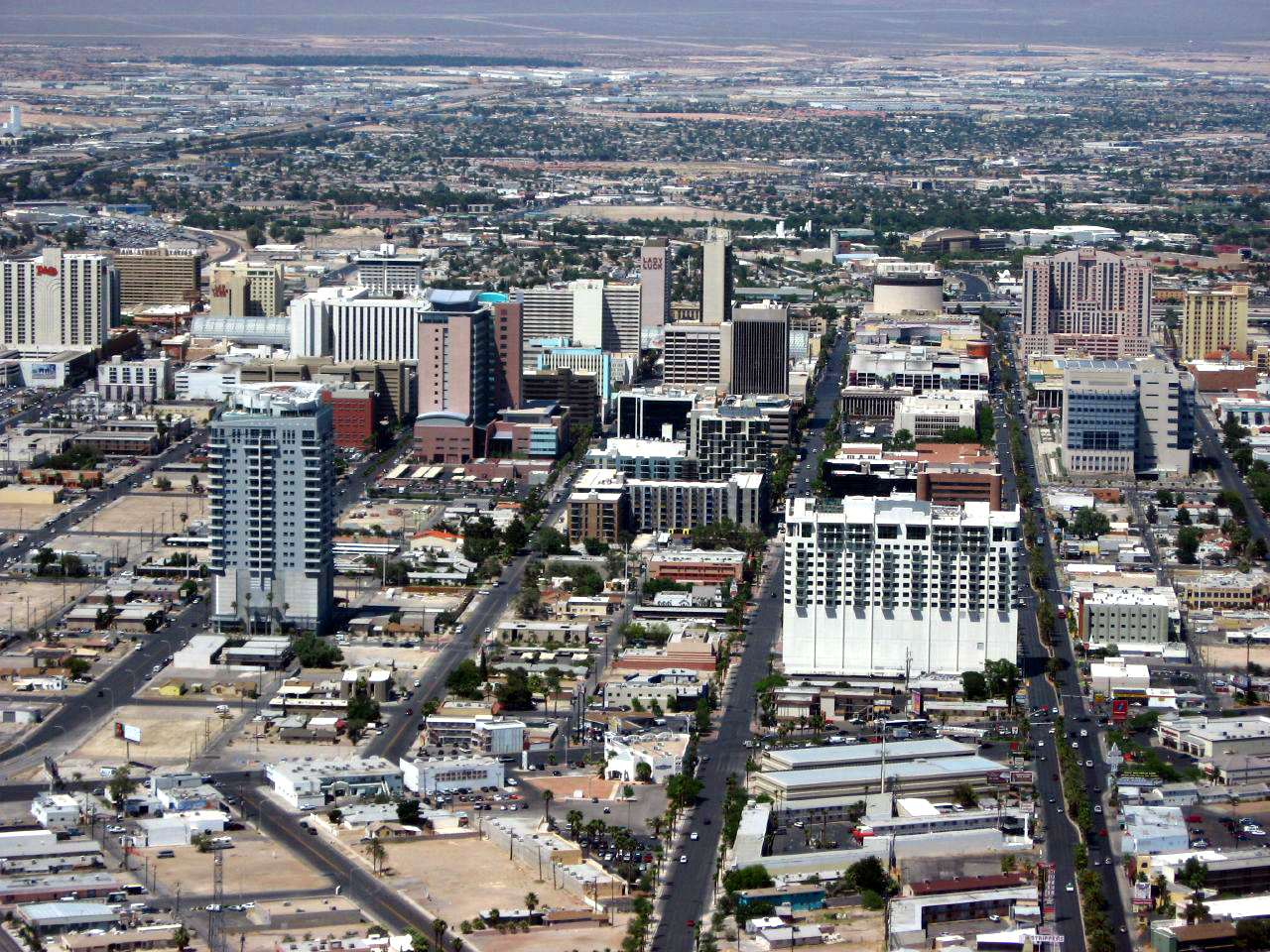
Вид на даунтаун Лас-Вегасу